# Mielichhoferia antisanensis
Mielichhoferia antisanensis là một loài Rêu trong họ Bryaceae. Loài này được (E.B. Bartram) H. Rob. mô tả khoa học đầu tiên năm 1967.